# La Cura
La Cura est une île de la lagune de Venise, en Italie.